# Apostolische Präfektur Gonder
Die Apostolische Präfektur Gonder (lat.: Apostolica Praefectura de Gondar) war eine im heutigen Äthiopien gelegene römisch-katholische Apostolische Präfektur mit Sitz in Gonder.

## Geschichte
Die Apostolische Präfektur Gonder wurde am 25. März 1937 durch Papst Pius XI. mit der Apostolischen Konstitution Quo in Aethiopiae aus Gebietsabtretungen des Apostolischen Vikariates Abessinien errichtet. Am 31. Oktober 1951 wurde die Apostolische Präfektur Gonder durch Papst Pius XII. aufgelöst und das Territorium wurde dem Apostolischen Exarchat Addis Abeba angegliedert.
Im Jahre 1950 lebten im Gebiet der Apostolischen Präfektur Gonder 820 Katholiken. Die Apostolische Präfektur hatte eine Pfarrei und zwei Priester.
Einziger Apostolischer Präfekt war Pietro Villa MCCJ.